# پای عالی
پای عالی (به انگلیسی: Perfect Pie) فیلمی محصول سال ۲۰۰۲ و به کارگردانی باربارا ویلس سوئیتی است. در این فیلم بازیگرانی همچون وندی کروسون، باربارا ویلیامز، ریچل مک‌آدامز، الیسون پیل و تام مک‌کاموس ایفای نقش کرده‌اند.